# Горни Ораховац (Черна гора)
Горни Ораховац (на сръбски: Горњи Ораховац) е село в Черна гора, разположено в община Котор. Населението му според преброяването през 2011 г. е 19 души.

## Население
Численост на населението според преброяванията през годините:
- 1948 – 78 души
- 1953 – 71 души
- 1961 – 58 души
- 1971 – 39 души
- 1981 – 13 души
- 1991 – 35 души
- 2003 – 36 души
- 2011 – 19 души